# L'Oz production
L'OZ Production est un label breton de production discographique créé en 1993 par Gilles Lozac’hmeur. La société est basée à Riec-sur-Bélon (Finistère), près du port de Rozbras, dans un cadre atypique avec trois chaumières, dont une aménagée en studio d’enregistrement.
Cette maison de disques indépendante promeut les musiques faites en Bretagne, de styles très divers.
Au départ essentiellement composé de musique traditionnelle, il s'est ensuite ouvert à d'autres genres (musiques du monde, chanson française, jazz, classique, électro...). Les disques sont distribués en France par Naïve et Coop Breizh entre-autres. Ils sont également proposés au téléchargement sur la plateforme Qobuz. Didier Squiban est un des premiers artistes à être distribué et a permis une ouverture à l’international car 70 % de ses ventes sont faites par l’étranger. En 1999, 24 albums avaient été produits depuis les débuts.
L'OZ Production a célébré son 15e anniversaire le vendredi 31 octobre 2008 au Pavillon de Peuvillers à Quimper lors d'un concert mémorable mettant en vedette les artistes du label.
L’OZ Production est aussi producteur et organisateur de spectacles en France et à l’étranger, gérés depuis 2013 par la société OZ LIVE. Gilles Lozac’hmeur est aussi président de l’association « Musiques de Bretagne » qui réunit six labels bretons (L'Oz Production, Coop Breizh, Keltia Musique, Keltia III, BNC Productions et Last Exit Records).

## Quelques artistes et groupes produits
- Alain Trévarin
- Arvest
- Bagad Men ha Tan
- Bruno Névez
- Dan Ar Braz
- Didier Squiban
- Gérard Delahaye
- Guillemer
- Kerhun
- Kohann
- Louise Ebrel
- Manu Lann Huel
- Melaine Favennec
- Nicolas Jounis
- OCI Music
- L’Orchestre de Bretagne
- Pascal Lamour
- Patrick Molard
- Perry Rose
- Ronan Le Bars
- Sharluber
- Siam
- Skilda
- Titom
- Yann-Fañch Kemener
- Yann Raoul